# South Park (San Diego)

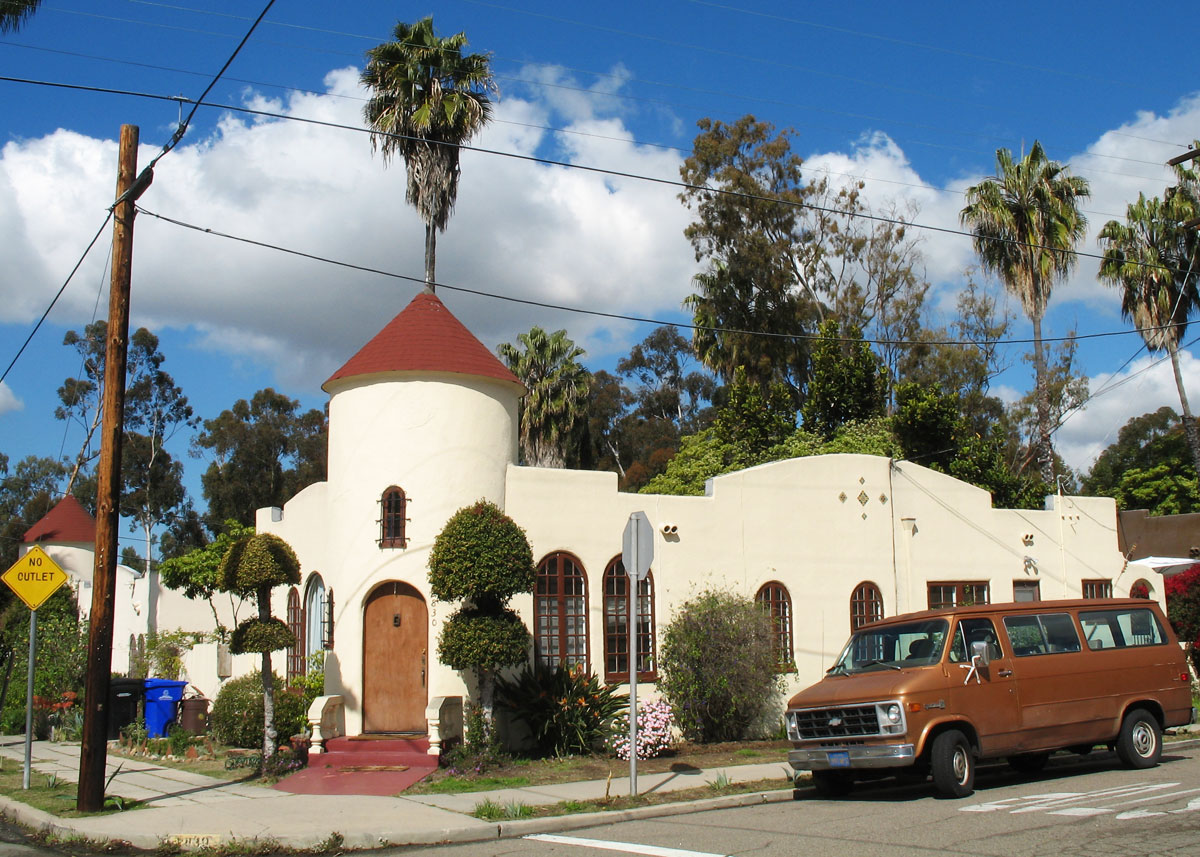
Casa con estilo colonial en South Park.

South Park es un barrio de San Diego (California), localizado al este de Balboa Park, al norte de Golden Hill y de Grant Hill, y al sur de North Park. El barrio está bordeado por la Calle Juniper y forma parte de Gran Golden Hill para propósitos de planes urbanos de la ciudad de San Diego. Mientras que otros creen que forma parte de Golden Hill, el nombre de South Park existe desde hace muchos años, desde que se anexó la comunidad de South el 17 de mayo de 1870. La urbanización del barrio ha pasado por varias etapas entre 1905 y 2006, gracias a la extensión del servicio del tranvía que emprendió la compañía Bartlett Webster.

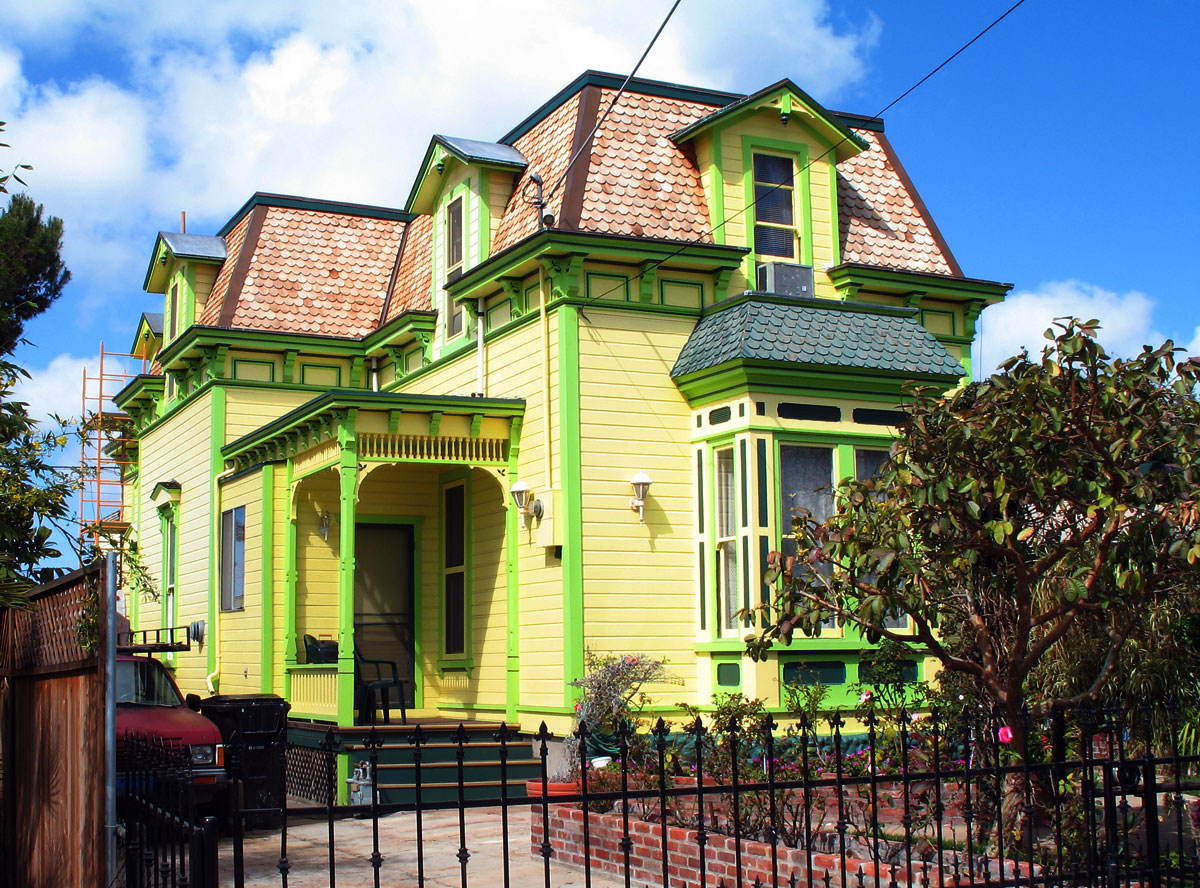
Casa con estilo victoriano en South Park.

En el barrio predominan principalmente los hogares unifamiliares, con algunos apartamentos dobles y pequeños edificios de apartamentos o bungalós. Es una zona muy conocida por sus casas de estilo American Craftsman o de estilo español colonial, construidas durante el período comprendido entre 1905 y 1930, muchas de las cuales son obra de Irving Gill, William S. Hebbard y Richard Requa. South Park se ha ganado la reputación por sus pequeños negocios, y allí viven grupos de residentes muy diferentes en cuanto a ingresos, edad, orientación sexual y raza.
La peatonalización, como en otros barrios elevados al norte de Balboa Park, es relativamente alta con respecto al resto de San Diego. La elevación de South Park es de 60 metros (200 pies) sobre el nivel del mar, pero aún es una zona razonablemente plana comparada con otros barrios de San Diego de esa misma elevación. Se puede llegar a South Park, concretamente a la Calle 30, bien en automóvil, bien en bicicleta, o por medio de dos líneas de autobuses que pasan por la zona. Los códigos postales de South Park son 92102 y 92104.
Las escuelas elementales o primarias del barrio son las de Albert Einstein Academy Charter School y Brooklyn/Golden Hill Elementary.

## Eventos
El Old House Fair (o Bazar de la Casa Vieja en español) es un evento comunitario anual, celebrado en South Park, en la intersección de la Calle 30 y la Calle Beech. Tiene lugar los sábados a mediados de junio. Los vendedores son principalmente personas del barrio que venden muebles y otros objetos de interés para los turistas que visitan la zona. Varios grupos de música también tocan al aire libre en la Calle Beach. 
Los sábados por la noche de marzo, julio, octubre y diciembre las tiendas de South Park abren hasta tarde, se ofrece música en vivo y refrigerios, y un tranvía gratuito traslada a los asistentes desde Beech Street hasta Grape Street y Juniper Street. 